# Limnophila luteicauda
Limnophila luteicauda là một loài ruồi trong họ Limoniidae. Chúng phân bố ở miền Australasia.